# Theres Sahlström
Theres Sahlström, född 17 juli 1975, är en svensk politiker (moderat). Sedan 2022 är hon kommunalråd och kommunstyrelsens ordförande i Skövde kommun. Innan hon blev kommunalråd arbetade hon som fysioterapeut inom sjukvården.
Sahlström är sedan 2023 ordförande för Skaraborgs kommunalförbund, som är ett samarbetsforum för de östra kommunerna i Västra Götalandsregionen.